# Midge (Vorname)
Midge ist ein zumeist weiblicher Vorname.

## Herkunft und Bedeutung
Der Name ist eine englische Variante von Madge, was wiederum eine Verkleinerungsform von Margaret ist.
Varianten sind unter anderem Mae, Maggie, Mamie, Marge, Margie,
May Mayme, Meg, Peg, Peggie und Peggy.

## Bekannte Namensträger

### Weiblich
- Midge Decter (1927–2022), US-amerikanische Publizistin und Journalistin
- Midge Williams (1915–1952), US-amerikanische Jazzsängerin

### Männlich
- Midge Ure (* 1953), britischer Rockmusik-Gitarrist und Singer-Songwriter